# 吉川雄大
吉川 雄大（よしかわ かずき、1996年12月12日 - ）は、広島県安芸郡府中町出身の元プロ野球選手（投手）。右投右打。

## 経歴

### プロ入り前
広陵高等学校では3年春からエースとなり、同学年の太田光とバッテリーを組んで同年夏の第96回全国高等学校野球選手権大会に出場した。三重との1回戦で先発し、一時勝ち越しとなる本塁打を放つなど投打に活躍したが、2点リードの9回裏に同点に追い付かれ、延長11回裏に押し出し四球を与えサヨナラ負けを喫した。
東海大学に進学し、4年間でリーグ戦通算16試合に登板した。
その後JFE西日本に入社。1年目から都市対抗野球大会に登板した。
2021年10月11日に行われたドラフト会議にて、東北楽天ゴールデンイーグルスから7位指名を受け、11月16日に契約金2500万円、年俸700万円で仮契約した。背番号は71。
2024年は13登板で防御率5.40という結果を残したが、10月5日に戦力外通告を受けた。
11月14日に行われた12球団合同トライアウトでは鈴木将平、小林珠維を相手にそれぞれ右飛、空振り三振に打ち取ったが、12月16日に自身のInstagramにて現役引退を表明した。

### 現役引退後
引退後は広島に戻り実家の建設業を手伝う。

## 人物
「雄大」と書いて「かずき」と読む難読人名である。
姉は3人組バンド「めちゃめちゃトランクス」のボーカルであるMAIKO。吉川自身も登場曲にバンドの楽曲を使用している。

## 詳細情報

### 年度別投手成績
| 年 度     | 球 団     | 登 板 | 先 発 | 完 投 | 完 封 | 無 四 球 | 勝 利 | 敗 戦 | セ 丨 ブ | ホ 丨 ル ド | 勝 率 | 打 者 | 投 球 回 | 被 安 打 | 被 本 塁 打 | 与 四 球 | 敬 遠 | 与 死 球 | 奪 三 振 | 暴 投 | ボ 丨 ク | 失 点 | 自 責 点 | 防 御 率 | W H I P |
| --------- | --------- | ----- | ----- | ----- | ----- | -------- | ----- | ----- | -------- | ----------- | ----- | ----- | -------- | -------- | ----------- | -------- | ----- | -------- | -------- | ----- | -------- | ----- | -------- | -------- | ------- |
| 2022      | 楽天      | 4     | 0     | 0     | 0     | 0        | 0     | 0     | 0        | 0           | ----  | 20    | 5.0      | 3        | 0           | 1        | 0     | 0        | 2        | 0     | 0        | 1     | 1        | 1.80     | 0.80    |
| 2024      | 楽天      | 13    | 0     | 0     | 0     | 0        | 0     | 0     | 0        | 0           | ----  | 97    | 20.0     | 32       | 2           | 8        | 0     | 1        | 17       | 0     | 0        | 12    | 12       | 5.40     | 2.00    |
| 通算：2年 | 通算：2年 | 17    | 0     | 0     | 0     | 0        | 0     | 0     | 0        | 0           | ----  | 117   | 25.0     | 35       | 2           | 9        | 0     | 1        | 19       | 0     | 0        | 13    | 13       | 4.68     | 1.76    |

- 2024年度シーズン終了時

### 年度別守備成績
| 年 度 | 球 団 | 投手  | 投手  | 投手  | 投手  | 投手  | 投手     |
| 年 度 | 球 団 | 試 合 | 刺 殺 | 補 殺 | 失 策 | 併 殺 | 守 備 率 |
| ----- | ----- | ----- | ----- | ----- | ----- | ----- | -------- |
| 2022  | 楽天  | 4     | 0     | 1     | 0     | 0     | 1.000    |
| 2024  | 楽天  | 13    | 1     | 0     | 0     | 1     | 1.000    |
| 通算  | 通算  | 17    | 1     | 1     | 0     | 1     | 1.000    |

- 2024年度シーズン終了時

### 記録
初記録
- 初登板：2022年8月12日、対埼玉西武ライオンズ18回戦（楽天生命パーク宮城）、9回表に4番手で救援登板・完了、1回無失点
- 初奪三振：2022年8月28日、対千葉ロッテマリーンズ23回戦（ZOZOマリンスタジアム）、6回裏に中村奨吾から空振り三振

### 背番号
- 71（2022年 - 2024年）